# أنيت جيورجي
أنيت جيورجي (بالمجرية: György Anett)‏ هي سائقة سباق مجرية، ولدت في 7 أكتوبر 1996 في ازترغوم في المجر.